# فائدة منخفضة
في الاقتصاد، الفائدة المنخفضة (بالإنجليزية: Discounted utility)‏، هي خدمة عمومية بسعر منخفض بما في ذلك القيمة المخصومة مستقبلاً من القيمة الحالية للسلعة.